# Rapko Orman
Rapko Orman (1945. u Sturbi pokraj Livna), bosanskohercegovački pjesnik.

## Biografija
Rapko Orman rođen je 18. 3. 1945. godine u Sturbi kod Livna. Srednju školu završio  u Livnu, a Višu pedagošku u Banjaluci, grupa srpskohrvatski jezik i istorija. Radio u Narodnom univerzitetu – u Centru za obrazovanje i kulturu u Livnu. U ljeto 1993. ostaje bez posla. Početkom školske 2001/2002. primljen u OŠ „Ivan Goran Kovačić“ – područno odjeljenje u Lištanima, gdje radi sve do odlaska u mirovinu (18. 3. 2010). Živi u Livnu.
Rapko Orman objavljivao je radove u sljedećim listovima i časopisima: Putevi, Behar, Most, Preporod, Diwan, Kabes, Glas, Livanjski vidici, Prosvjetni list, Oslobođenje, Svjetlo riječi, Odjek, Cvitak, Motrišta, portal Strane, Bošnjački glas, web-stranica Ivana Lovrenovića… U vrijeme Kebine uredničke epohe bio je član redakcije časopisa Most. Član je i Društva pisaca Bosne i Hercegovine. Za poeziju nagrađivan – Slovo Gorčina u Stocu (1979), Teslićko proljeće u Tesliću (1989), KU „ Musa Ćazim Ćatić “ u Odžaku (2018). Na natječajima PEN centra BiH  2011. i 2012. njegove pjesme ušle su u najuži izbor za titulu Vitez poezije Evropskog pjesničkog turnira u Mariboru.
Njegovu knjigu izabranih pjesama Nikako da svane BZK „Preporod“, Sarajevo, uvrstila je u ediciju „Bošnjačka književnost u 100 knjiga“ i objavila 2023. godine zajedno sa knjigom Muje Musagića "Polje me moje prevarilo".
Rapko Orman aktivno je sudjelovao na oblikovanju kulturnog života grada Livna. U okvir njegovih djelatnosti spadalo je, pored ostalog, i organiziranje Livanjskog kulturnog mozaika. Bilo je to, po mnogima, zlatno doba kulture u Livnu. 
Na stihove Rapke Ormana magistar kompozicije i dirigent Aldo Kezić komponirao je oratorij Jadi NE Vujadine. Ormanova poezija nadahnula je Kezića i za simfonijsku poemu Deber niz Teber, kao i za kompozicije Ambos (Nakovanj), Vola Angele (Leti Anđele) i druge. 